# Ян Сеньлянь
Ян Сеньлянь (кит.: 杨森莲; нар. 1 січня 1990) — китайська борчиня вільного стилю, триразова чемпіонка та срібна призерка чемпіонатів Азії, срібна призерка Кубку світу, бронзова призерка чемпіонату світу серед студентів.

## Життєпис
Боротьбою почала займатися з 2000 року.
Виступала за команду Гуансі-Чжуанського автономного району. Тренер — Вей Ченьян.

## Спортивні результати на міжнародних змаганнях

### Виступи на Чемпіонатах світу
| Змагання                        | Збірна | Вагова категорія          | Місце |
| ------------------------------- | ------ | ------------------------- | ----- |
| Чемпіонат світу з боротьби 2010 | КНР    | жіноча боротьба, до 55 кг | 18    |

### Виступи на Чемпіонатах Азії
| Змагання                       | Збірна | Вагова категорія          | Місце  |
| ------------------------------ | ------ | ------------------------- | ------ |
| Чемпіонат Азії з боротьби 2007 | КНР    | жіноча боротьба, до 59 кг | Золото |
| Чемпіонат Азії з боротьби 2010 | КНР    | жіноча боротьба, до 55 кг | Золото |
| Чемпіонат Азії з боротьби 2012 | КНР    | жіноча боротьба, до 59 кг | Срібло |
| Чемпіонат Азії з боротьби 2013 | КНР    | жіноча боротьба, до 55 кг | Золото |

### Виступи на Кубках світу
| Змагання                    | Збірна | Вагова категорія          | Місце  |
| --------------------------- | ------ | ------------------------- | ------ |
| Кубок світу з боротьби 2010 | КНР    | жіноча боротьба, до 55 кг | 7      |
| Кубок світу з боротьби 2011 | КНР    | жіноча боротьба, до 55 кг | Срібло |

### Виступи на Чемпіонатах світу серед студентів
| Змагання                                        | Збірна | Вагова категорія          | Місце  |
| ----------------------------------------------- | ------ | ------------------------- | ------ |
| Чемпіонат світу з боротьби серед студентів 2012 | КНР    | жіноча боротьба, до 55 кг | Бронза |

### Виступи на інших змаганнях
| Змагання                                                        | Збірна | Вагова категорія          | Місце  |
| --------------------------------------------------------------- | ------ | ------------------------- | ------ |
| Гран-прі Туркуена з боротьби 2011                               | КНР    | жіноча боротьба, до 55 кг | Бронза |
| Олімпійський кваліфікаційний турнір з боротьби 2012 (Гельсінкі) | КНР    | жіноча боротьба, до 55 кг | Бронза |